# Cerchi dell'Inferno

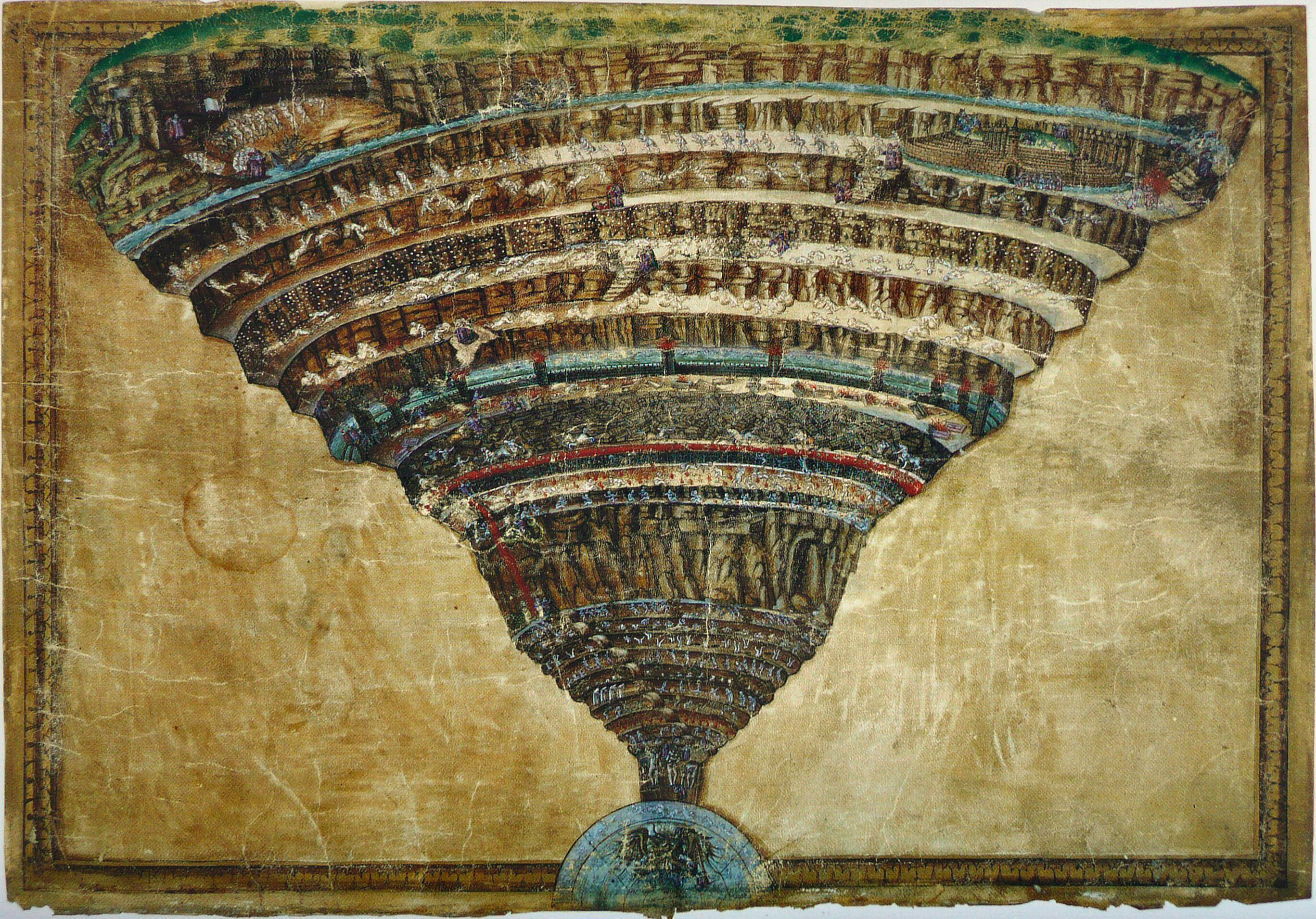
La voragine infernale, Sandro Botticelli (ca. 1480–1495) - Disegni per la Divina Commedia (Biblioteca Apostolica Vaticana)

I cerchi dell'Inferno sono corone circolari concentriche e sovrapposte nelle quali Dante Alighieri, nella sua opera della Divina Commedia, immagina sia suddiviso l'Inferno, che egli descrive nell'omonima prima cantica. Essi sono nove, in ciascuno dei quali vengono puniti coloro che in vita si sono macchiati di un ben definito tipo di peccato. La suddivisione in nove rimanda al pensiero aristotelico-tomistico. La visione del proprio viaggio nell'oltretomba da parte dell'autore contiene la descrizione dell'Inferno da lui immaginato nel canto XI.
Prima di accedere ai cerchi veri e propri incontriamo la Selva e il Colle dove Dante si viene a trovare smarrito «nel mezzo del cammin di nostra vita, un momento di "sonno"»: dietro questo colle si trova la città di Gerusalemme, sotto alla quale s'immagina scavata l'immensa voragine dell'Inferno. Vi entra quindi attraverso la Porta dell'Inferno e penetra così nell'Antinferno. Nell'antinferno si trovano le anime degli ignavi, ossia coloro che non hanno saputo prendere mai una decisione o, al contrario, quelli che cambiavano idea continuamente, che non si schieravano mai da nessuna parte. Qui vi sono anche gli angeli che non seppero decidere se allearsi con Dio o con Satana.
Sono costretti ad inseguire un cartello che cambia direzione di volta in volta e punti da vespe che fanno colare il sangue nutrendo la terra piena di vermi. Superando il fiume Acheronte sulla barca di Caronte, Dante entra infine nell'Inferno vero e proprio.

## Primo cerchio - Limbo
Si tratta del Limbo: in esso si trovano le persone che, non avendo ricevuto il battesimo ed essendo stati privi della fede, non possono gioire della visione di Dio, ma non sono nemmeno puniti per un qualche peccato; la loro condizione ultraterrena ha molti punti di contatto con la concezione classica dei Campi Elisi.
Secondo la dottrina cattolica, però, alcune anime poterono uscire dal Limbo e accedere al Paradiso: si tratta infatti dei grandi Padri, come Adamo, Abele, Noè, Mosè, Abramo, David, Isacco, Giacobbe, Rachele e molti altri (nella terza cantica tra essi scopriremo anche il pagano Rifeo), vissuti prima dell'avvento del cristianesimo, ma che Cristo venne a liberare dopo la sua morte recando le insegne della sua vittoria sul male, e causando tra l'altro anche dei danni all'Inferno (per esempio facendo crollare tutti i ponti delle Malebolge, come spiega Malacoda a Virgilio nel canto XXI).
Si trovano qui Omero, Quinto Orazio Flacco, Publio Ovidio Nasone, Marco Anneo Lucano, Elettra, Ettore, Enea, Gaio Giulio Cesare, Camilla, Pantasilea, Latino, Lavinia, Lucio Giunio Bruto, Lucrezia, Giulia, Marzia, Cornelia, Saladino, Aristotele, Socrate, Platone, Democrito, Diogene di Sinope, Anassagora, Talete, Empedocle, Eraclito, Zenone, Dioscoride, Orfeo, Marco Tullio Cicerone, Lino, Lucio Anneo Seneca, Euclide, Claudio Tolomeo, Ippocrate, Avicenna, Galeno, Averroè.
Inoltre nel canto XXII del Purgatorio Virgilio nomina altri suoi compagni del Limbo in una conversazione con il poeta latino Stazio. Essi sono: Terenzio, Cecilio Stazio, Plauto, Vario Rufo (o forse Varrone), Persio, Euripide, Antifonte, Simonide di Ceo, Agatone, Antigone, Deifile, Argia, Ismene, Ipsipile, Manto? (Dante parla della «figlia di Tiresia»: si deve forse pensare a una svista, visto che l'abbiamo incontrata tra gli indovini in Inf. XXVI), Teti, Deidamia.

## Secondo cerchio - Lussuriosi
Qui comincia l'Inferno vero e proprio: incontriamo infatti Minosse che giudica i dannati, secondo il mito già presente in Omero e Virgilio. Come spiegato nel canto, ogni anima giudicata viene spedita direttamente  tormento eterno, rendendo quindi istantanea la giustizia divina.
Nel secondo cerchio sono puniti i peccatori incontinenti, e in particolare i lussuriosi: essi sono trascinati per l'aria, sbattuti dalla bufera infernale, evidente contrappasso (per analogia) della passione che li travolse in vita.
Sono qui puniti Semiramide, Didone, Cleopatra, Elena, Achille, Paride, Tristano, Paolo Malatesta e Francesca da Polenta.

## Terzo cerchio - Golosi
Nel terzo cerchio, Dante e Virgilio, continuano a incontrare peccatori incontinenti, ovvero i golosi: essi sono immersi nel fango putrido, costretti a vagare sotto un violento nubifragio, e sbranati dal mastino Cerbero, guardiano di tutti gli inferi secondo la mitologia classica, mentre qui presidia esclusivamente il terzo cerchio.
Il contrappasso è più complesso rispetto al cerchio precedente, ma possiamo comunque vedere, nella melma disgustosa nella quale i dannati sono costretti a rotolarsi, una lampante antitesi dello sfarzo raffinato che fecero in vita dei sensi, soprattutto del gusto ma pure della vista e dell'olfatto e, nell'avidità del guardiano che li dilania, un riflesso del loro smisurato appetito culinario. Nell'insieme si può dire che è potenziato al massimo l'aspetto bestiale dell'avidità del cibo, come si nota anche dalla degradazione patita dallo stesso Cerbero rispetto alla sua breve comparsa nell'Eneide (Dante ne ha, infatti, accresciuto la mostruosità sia nella sua rappresentazione fisica, sia nell'offa che gli viene gettata: una focaccia soporifera nel poema latino, qua, invece, un pugno di sabbia).
Qui viene castigato Ciacco.

## Quarto cerchio - Avari e prodighi
I peccatori di incontinenza del quarto cerchio sono gli avari e i prodighi, condannati a spingere enormi massi, divisi in due schiere che quando si incontrano si ingiuriano rinfacciandosi la colpa contraria: la grandezza del peso che li opprime simboleggia la quantità dei beni terreni che accumularono o sperperarono, dedicandosi interamente a questo durante la vita. 
Il guardiano del cerchio è Pluto, dio della ricchezza, che Dante confonde forse anche con Plutone, re dell'Averno e Signore dell'Ade.

## Quinto cerchio - Iracondi e accidiosi
Questo cerchio è l'ultimo nel quale si incontrano peccatori puniti per la loro incontinenza: qui si tratta degli iracondi e degli accidiosi, i primi immersi e i secondi sommersi nella palude Stige; questi infatti furono in vita immersi nel fango della loro rabbia, e ora si percuotono cercando di liberarsi per l'eternità, mentre i secondi dissiparono la vita nell'immobilità dello spirito, e per questo sono sommersi, privati di aria e parole come in vita si privarono delle opere.
Il custode, anche traghettatore sullo Stige, è Flegias, allegoria dell'ira: la sua figura è infatti ripresa dalla mitologia, essendo egli stato un re dei Lapiti che incendiò il tempio di Delfi per vendicarsi di Apollo, il quale gli aveva sedotto la figlia, come narrano Virgilio e Stazio.
Alcuni commentatori hanno ipotizzato che nella palude si troverebbero anche i superbi e gli invidiosi, che non si trovano da nessun'altra parte: ma a ben guardare sono infiniti i modi in cui un uomo può peccare, e dunque le colpe sono ripartite entro grandi categorie, secondo una giustizia divina imperscrutabile dalla logica umana. Notiamo poi come superbia e invidia siano punite nel Purgatorio non come colpe precise, ma come tendenze generali del carattere, differenza che ben distingue i due regni ultraterreni.
Sono qui puniti iracondi come Filippo Argenti.

## Sesto cerchio - Eretici ed epicurei
Il sesto cerchio è racchiuso entro le alte mura della città di Dite, nella mitologia omonimo di Plutone, e qui sorvegliata da una moltitudine di diavoli e dalle Furie o Erinni (il primo è il nome latino, il secondo il nome greco); esse sono tre: Megera, Aletto e Tisifone, e sono le dee della vendetta, che impersonavano il rimorso per un delitto compiuto che perseguitava il criminale.
Qui sono puniti gli eretici (tra cui anche gli epicurei, che negarono la sopravvivenza dell'anima dopo che il corpo muore) in sepolcri infuocati: l'idea è probabilmente ripresa dalla pena a cui erano sottoposti gli eretici dai tribunali terreni, cioè il rogo, in quanto il fuoco era considerato simbolo di purificazione e corrispondeva forse alla falsa luce che essi pretendevano di spandere con le loro dottrine. Nell'Inferno i seguaci di ogni setta sono raccolti insieme, in contrasto alla discordia e alla divisione che invece portarono nella Chiesa, mentre il sepolcro allude alla negazione dell'immortalità dell'anima (anche se non tutte le eresie la negavano).
Gli «eresiarchi» non sono compresi nelle grandi categorie dell'incontinenza e della malizia, ma formano una classe distinta: essi infatti credettero di potersi sottrarre al giudizio normativo di Dio, ma non furono immuni dalla punizione. Naturalmente sono diversi anche dai dannati del primo cerchio, i quali non sono veramente dannati in quanto la loro fu semplice ignoranza, e non una scelta deliberata.
Sono qui puniti Farinata degli Uberti, Cavalcante dei Cavalcanti, Federico II di Svevia, Ottaviano degli Ubaldini, Papa Anastasio II.

## Settimo cerchio - Violenti
Nel settimo cerchio si accede dopo aver superato i resti di una frana, provocata dal terremoto che scosse la terra alla morte di Cristo; essa segna un netto distacco dalla parte superiore dell'Inferno: i dannati degli ultimi tre cerchi, infatti, sono colpevoli di aver posto malizia nelle loro cattive azioni. Il custode del cerchio è il Minotauro, che rappresenta la «matta bestialità», ovvero la violenza che rende l'uomo simile a bestie: e infatti a essere dannati qui sono i violenti, divisi in tre gironi:

### Primo girone - Omicidi, predoni e tiranni
I violenti contro il prossimo, cioè gli omicidi, i predoni, tiranni e briganti, sono immersi nel Flegetonte, fiume di sangue bollente che ben simboleggia il sangue da loro versato in vita, e sono tormentati dai Centauri, che anch'essi rappresentano la violenza e la forza bestiale; da specificare che i dannati sono immersi nel fiume in proporzione alla gravità della colpa (tiranni fino agli occhi, omicidi fino al collo, predoni fino al petto, feritori fino ai piedi), e sono colpiti dalle frecce dei Centauri se tentano di uscire dal sangue più di quanto sia stabilito.
Sono qui puniti come tiranni Alessandro di Fere, Dionisio di Siracusa, Ezzelino da Romano, Obizzo II d'Este, Attila, Pirro Neottolemo e Sesto Pompeo; è qui punito come omicida Guido di Montfort; sono qui puniti come briganti Rinieri da Corneto e Rinieri de' Pazzi.

### Secondo girone - Suicidi e scialacquatori
I violenti contro se stessi sono divisi in due categorie nettamente distinte dalla diversità della loro pena: i suicidi sono trasformati in albero per aver volontariamente rinunciato alla loro natura umana, e infatti non potranno mai recuperarla: durante il giorno del Giudizio universale, infatti, quando dannati e beati rivestiranno i loro corpi per soffrire e gioire in modo più intenso, i suicidi si limiteranno ad appendere ai rami del proprio albero il corpo recuperato; essi sono inoltre tormentati dalle Arpie, creature mitologiche dal corpo di uccello e dal volto di donna, che nell'Eneide profetizzavano ai troiani fame e sciagure.
Gli scialacquatori, invece, che in vita distrussero e dilaniarono le loro sostanze, sono qui lacerati da cagne fameliche con uguale ferocia; essi sono distinti dai prodighi del quarto cerchio in quanto non solo non hanno avuto misura nel gestire il proprio patrimonio, ma hanno anche infierito su di esso, distruggendo se stessi attraverso le proprie sostanze: sono quindi vittime di una caccia infernale, molto simile a quelle che animano la narrativa del Medioevo (l'esempio più famoso si trova nel Decameron di Boccaccio, nella novella di Nastagio degli Onesti), e in tal modo tra l'altro accrescono ancora la sofferenza dei suicidi, in quanto i loro rami vengono spezzati sia dagli inseguiti che dagli inseguitori.
Sono qui puniti come suicidi Pier della Vigna e un anonimo fiorentino; sono qui puniti come scialacquatori Lano da Siena e Giacomo da Sant'Andrea.

### Terzo girone - Bestemmiatori, sodomiti e usurai
I violenti contro Dio, natura e arte sono appunto divisi in tre schiere: i bestemmiatori stanno chinati sulla sabbia infuocata, immobili sotto un'incessante pioggia di fuoco; i sodomiti invece corrono continuamente sotto il fuoco, mentre infine gli usurai ("violenti contro l'arte" in quanto violenti contro il retto operare umano) sono accovacciati sotto la pioggia di fuoco. Non vi è un guardiano specifico per questo girone, ma ricordiamo che vi è il custode dell'intero settimo cerchio, cioè il Minotauro.
Il contrappasso ancora una volta si richiama alle pene ordinariamente inflitte, nell'uso medievale, per i reati contro la divinità: il rogo; inoltre nel caso particolare dei sodomiti notiamo un richiamo all'episodio biblico della distruzione di Sodoma e Gomorra sotto appunto una pioggia di fuoco. Notiamo inoltre come gli usurai sono irriconoscibili per Dante, che li identifica solo grazie allo stemma della loro casata, che si portano appresso, in una globale condanna della società cui appartengono (e in questa irriconoscibilità sono inoltre accomunati agli avari e prodighi del quarto cerchio, connotandoli come accecati dall'amore per i beni terreni, che nel distoglierli dai beni celesti ne stravolge anche la natura umana).
È qui punito come bestemmiatore Capaneo; sono qui puniti come contro natura Brunetto Latini, Prisciano di Cesarea, Francesco d'Accorso, Andrea de' Mozzi, Guido Guerra, Tegghiaio Aldobrandi, Jacopo Rusticucci e Guglielmo Borsiere; sono qui puniti come usurai un Gianfigliazzi, un Obriachi e uno Scrovegni.

## Ottavo cerchio (Malebolge) - Fraudolenti verso chi non si fida
L'ottavo cerchio punisce ancora i peccatori che usarono la malizia, ma questa volta in modo fraudolento contro chi non si fida. Esso ha una forma molto particolare che Dante descrive con cura: si trova infatti in un fosso molto profondo, nel mezzo del quale è presente un pozzo (la parte più profonda dell'Inferno); tra quest'ultimo e la ripa sono scavati dieci immensi fossati, collegati tra loro da scogli rocciosi che fungono da ponti (dei quali quello che sovrasta il sesto fossato è crollato a causa del terremoto che seguì la morte di Cristo): questi dieci fossati sono le bolge dell'ottavo cerchio, detto complessivamente "Malebolge", termine coniato da Dante così come i nomi dei diavoli che custodiscono alcune bolge, come i Malebranche della quinta (bolgia in origine significava "borsa", mentre il suo uso moderno naturalmente è derivato dalla Divina Commedia). Il custode di Malebolge è Gerione, simbolo della frode secondo le parole stesse del poeta che lo presenta al canto XVII (v. 7 «sozza immagine di froda»): infatti ha «faccia d'uom giusto» e corpo di serpente (altra immagine emblematica del male sin dalle prime pagine della Bibbia); la sua coda biforcuta rappresenta la suddivisione tra ottavo e nono cerchio, cioè la frode praticata rispettivamente contro chi non si fida e contro chi invece si fida, mentre la sua pelle multicolore rappresenta la multiformità dell'inganno, come vediamo nelle dieci bolge.

### Prima bolgia - Ruffiani e seduttori
Nella prima bolgia sono puniti i ruffiani e i seduttori, cioè coloro che sedussero per conto di altri e per conto proprio: essi sono divisi in due schiere, che percorrono la bolgia, sferzate da «demoni cornuti»; il contrappasso è alquanto generico, in quanto la fustigazione nel Medioevo era una punizione comune a molti tipi di reati minori: Dante comunque sottolinea la nudità di questi peccatori, che fa riferimento al mercimonio che ne fecero da vivi. Essi sono costretti a correre mentre sono inseguiti da demoni armati.
È qui punito come ruffiano Venedico Caccianemico; è qui punito come seduttore Giasone.

### Seconda bolgia - Adulatori e lusingatori
Nella seconda bolgia, trattata nello stesso canto della precedente, sono puniti gli adulatori, che giacciono nello sterco umano, degno contrappasso per la sconcezza morale del loro peccato. I custodi sono i demoni cornuti come nella prima bolgia.
Sono qui puniti Alessio Interminelli e Taide.

### Terza bolgia - Simoniaci
Nella terza bolgia sono puniti i simoniaci, che fecero mercimonio dei beni spirituali e in particolare delle cariche ecclesiastiche: essi sono capovolti in buche dalle quali fuoriescono solo con i piedi, lambiti da fiamme; essi sono così fitti nelle borse che in vita vollero riempire di denaro, capovolgendo i loro doveri in favore di beni meramente terreni e non divini. La fiamma che lambisce loro i piedi richiama la fiamma dello Spirito Santo scesa sul capo degli apostoli e di Maria.
È qui punito Papa Niccolò III. Si profetizza la venuta di Bonifacio VIII, che era già morto (1303) quando Dante scriveva, ma ancora vivo nel momento in cui si svolge la vicenda. Oltre a Bonifacio Dante fa anche riferimento ad un terzo Papa simoniaco, di cui però non fa il nome. Probabilmente si tratta di Clemente V, primo Papa avignonese, profondamente odiato da Dante e dagli italici per aver spostato la sede papale ad Avignone e per aver assecondato i voleri della corte francese.

### Quarta bolgia - Maghi e indovini
Nella quarta bolgia sono puniti gli indovini e i maghi, che camminano con il volto distorto all'indietro, in antitesi con la loro pretesa di vedere avanti nel futuro: si arrogavano, ingannando l'ascoltatore, di avere poteri riservati esclusivamente a Dio. Non bisogna confondere però gli astrologi con gli indovini: nel Medioevo infatti l'astrologia era considerata una scienza che trattava degli astri e delle loro influenze, e Dante stesso più volte ne fa allusione, come per esempio quando dichiara di essere nato sotto i Gemelli, mentre la questione di come queste influenze si concilino con il libero arbitrio è anch'essa trattata; semmai qui si insiste sull'aspetto dell'inganno, della pretesa di poter vedere e modificare il futuro, cosa ovviamente falsa.
Sono qui puniti Anfiarao, Tiresia, Arunte, Manto, Calcante, Euripilo, Michele Scotto, Guido Bonatti.

### Quinta bolgia - Barattieri
La quinta bolgia è composta da un lago di pece bollente nel quale sono immersi i barattieri, coloro che trassero profitti illeciti dalle loro cariche pubbliche: il termine "barattiere" deriva dall'antico francese barat, cioè "astuzia truffaldina", anche se il termine in Dante va preso nel senso più ristretto di "malversazione". A guardia della bolgia sta un gruppo di diavoli designato col nome complessivo di Malebranche, che straziano con i loro uncini i dannati che tentino di uscire dalla pece: Dante, con grande sfoggio di fantasia, ne nomina alcuni: Malacoda, Barbariccia, Alichino, Calcabrina, Cagnazzo, Libicocco, Draghignazzo, Ciriatto, Graffiacane, Farfarello, Rubicante. Come i diavoli stessi sottolineano schernendo un dannato, l'immersione nella pece allude all'agire coperto che essi praticarono in vita, mentre la sostanza sarà giustificata dalla sua vischiosità, che richiama il modo in cui essi invischiarono il prossimo, ingannandolo.
Sono qui puniti un anonimo lucchese, Frate Gomita, Michele Zanche e Ciampolo da Navarra

### Sesta bolgia - Ipocriti
Nella sesta bolgia sono puniti gli ipocriti, che procedono vestiti di pesanti cappe di piombo, dorate all'esterno, con evidente allusione al contrasto tra l'apparenza "dorata", piacevole, che gli ipocriti esibiscono nei confronti del mondo esterno, e la loro interiorità falsa, gravata da cattivi pensieri: questa pena sarà stata suggerita a Dante dall'etimologia che Uguccione da Pisa fornisce del termine "ipocrita", come di una persona che "nasconde qualcosa sotto l'oro, sotto un'apparenza dorata".
Una sotto-categoria particolare di ipocriti è costituita dai membri del Sinedrio che condannarono a morte Cristo "per l'utilità di tutto il popolo", ma invece provocando la rovina dei Giudei: con evidente contrappasso essi sono crocifissi in terra, di traverso alla via, in modo che gli ipocriti che procedono con le cappe di piombo li calpestino passando.
Sono qui puniti: Catalano dei Malavolti, Loderingo degli Andalò; sono crocifissi in terra: Caifa, Anna e i Farisei.

### Settima bolgia - Ladri
Nella settima bolgia sono puniti i ladri, posti in mezzo a serpenti, con le mani legate da serpenti, ed essi stessi trasformati in tali: questi animali sono il simbolo per eccellenza del demonio, dell'inganno, come si vede nella Genesi dove a ingannare Adamo ed Eva è appunto Satana sotto forma di serpente; in questo particolare caso l'uso di quest'animale sarà giustificato dalla natura subdola del peccato dei ladri, le cui mani inoltre sono legate perché quelle soprattutto commisero il reato; inoltre la sottrazione della loro figura umana può essere interpretata come un contrappasso, in quanto appunto la loro natura è l'unico bene che essi possiedono ancora, all'Inferno, ma vengono derubati anche di quello.
Custode e insieme dannato di questa bolgia è Caco, un personaggio mitologico che fu ladro e omicida, e di cui Dante fa un centauro, sottolineando che egli non si trova con gli altri nel settimo cerchio perché oltre a essere violento fu anche ladro, appunto.
Sono qui puniti Vanni Fucci, Cianfa Donati, Agnolo Brunelleschi, Buoso Donati, Puccio Sciancato e Francesco de' Cavalcanti.

### Ottava bolgia - Consiglieri fraudolenti
Nell'ottava bolgia sono puniti i consiglieri fraudolenti, che vagano racchiusi in fiammelle: la lingua di fuoco è immagine della lingua con cui essi peccarono, dando consigli ingannatori, e infatti hanno anche difficoltà a parlare come si vede nel dialogo tra Virgilio e Ulisse, e poi più tardi tra Dante e Guido da Montefeltro.
Sono qui puniti Ulisse (re di Itaca nella mitologia greca), Diomede e Guido da Montefeltro.

### Nona bolgia - Seminatori di discordia
Nella nona bolgia sono puniti i seminatori di discordia, che possono essere seminatori di discordia religiosa, cioè responsabili di scismi, politica, cioè responsabili di guerre civili, o più in generale tra gli uomini e nelle famiglie. Essi sono mutilati da un demone che riapre le loro ferite non appena esse si chiudono, per sottolineare con la spaccatura dei loro corpi le perenni divisioni che provocarono nell'umanità.
Sono qui puniti Maometto, ʿAlī ibn Abī Ṭālib, Pier da Medicina, Gaio Scribonio Curione, Mosca dei Lamberti, Bertrand de Born e Geri del Bello

### Decima bolgia - Falsari
Nell'ultima bolgia dell'ottavo cerchio sono puniti i falsari, che in vita falsificarono cose, persone, denaro o parole; essi sono afflitti da orrende malattie che li sfigurano: i falsificatori di cose dalla lebbra, quelli di persona dalla rabbia, quelli di monete dall'idropisia e quelli di parola dalla febbre. Queste malattie appunto li sfigurano, rendono diversa e per così dire falsificano la loro natura, come essi in vita vollero contraffare la figura della verità.
Sono qui puniti come falsari di cose Grifolino d'Arezzo, Capocchio; sono qui puniti come falsari di persona Gianni Schicchi e Mirra; è qui punito come falsario di moneta Mastro Adamo; sono qui puniti come falsari di parola la moglie di Putifarre e Sinone.

## Nono cerchio - Traditori (fraudolenti verso chi si fida)
Il nono e ultimo cerchio dell'Inferno colpisce ancora i colpevoli di malizia e fraudolenza, ma questa volta contro chi si fida. Il nono cerchio è materialmente staccato dal precedente da un immenso pozzo, e nella struttura stessa del poema esso è messo in risalto dall'inserzione di un canto per così dire di passaggio, ma comunque molto importante. In questo pozzo sono puniti i giganti, che sono al di fuori dalla struttura ternaria dell'Inferno allo stesso modo in cui sono estranei alla natura umana, pur somigliandovi: essi sono al tempo stesso dannati e custodi dell'ultimo cerchio, che è in tal modo inquadrato da titaniche figure di ribelli contro la divinità, i Titani appunto, che si ribellarono a Giove, e Lucifero che, pur essendo il più bello e potente degli angeli, si ribellò al suo creatore. Ora, per contrasto all'aver voluto elevarsi usurpando un potere non loro, divino, tutte queste figure sono immobili nel più profondo dell'Inferno: qui in particolare troviamo i giganti, incatenati lungo le pareti del pozzo dall'ombelico in giù; solo Anteo è in parte più libero, in quanto non partecipò alla guerra dei fratelli contro Giove.
Sono qui puniti Nembrot, Efialte, Briareo, Tizio, Tifeo e Anteo.
L'ultimo cerchio è costituito da un immenso lago di ghiaccio, detto "Cocito", reso tale dal vento causato dal movimento delle ali di Lucifero. Sono qui puniti i traditori di chi si è fidato, simboleggiati dalla freddezza del ghiaccio, così come furono freddi i loro cuori e le loro menti nell'ordire il peccato, in contrapposizione alla carità, tradizionalmente simboleggiata dal fuoco. Ma si può notare un contrappasso anche nella materia stessa del poema: se il loro isolamento rispetto al resto dell'Inferno è sottolineato dall'inserimento di un canto e da un nuovo proemio all'inizio del successivo, il clima proditorio nel quale agirono in vita questi dannati è ben rappresentato dal clima che Dante ricrea, clima di silenzi e di non-detti, che non dice quasi mai apertamente il peccato per il quale sono dannati, e che anche quando si dilunga in un discorso più vasto sembra voler nascondere i dettagli importanti, come nel discorso del Conte Ugolino, che narrando distesamente della sua morte non ci dice in realtà né quale fu la sua colpa, né in che modo l'arcivescovo si macchiò di tradimento nei suoi confronti. Inoltre il "Cocito" è suddiviso in quattro zone, eppure, in contrasto con la grande varietà di colpe e pene in Malebolge e in generale nei cerchi precedenti, è sostanzialmente uniforme: quasi uguale è la pena, come uguale fu la colpa: si nota infatti che, al di là della superficiale suddivisione di questi dannati in traditori dei parenti, della patria eccetera, essi si sono resi colpevoli in vita di più di un tradimento, oppure questa colpa riguarda più zone: chi ha tradito i parenti ha tradito nello stesso tempo compagni di partito (i fratelli Alessandro e Napoleone degli Alberti) od ospiti (Frate Alberigo e Branca d'Oria), Gano di Maganza tradisce il re Carlo Magno che è anche suo zio, Bruto tradisce Cesare che è anche suo padre adottivo, ecc.

### Prima zona - Caina
La prima zona del nono cerchio è la Caina, dal nome di Caino che per primo uccise il fratello Abele: qui infatti sono puniti i traditori dei parenti, immersi nel ghiaccio sino al capo con il viso all'ingiù.

### Seconda zona - Antenora
La seconda zona del nono cerchio è l'Antenora, dal nome del troiano Antenore che tradì la sua città: troviamo qui infatti i traditori della patria e del partito, immersi nel ghiaccio con il viso all'insù, ovvero con il ghiaccio che copre loro metà del capo, che quindi sta dritto.
Sono qui puniti Bocca degli Abati, Buoso da Duera, Tesauro dei Beccheria, Gianni de' Soldanieri, Gano di Maganza, Tebaldello Zambrasi, Ugolino della Gherardesca e Ruggieri degli Ubaldini.

### Terza zona - Tolomea
La terza zona del nono cerchio è la Tolomea, dal nome del re egizio Tolomeo che tradì l'ospite Gneo Pompeo Magno (oppure dal nome del governatore di Gerico, che uccise a tradimento il suocero Simone Maccabeo, sommo sacerdote, e i suoi due figli): qui stanno infatti i traditori degli ospiti, immersi nel ghiaccio con il capo riverso, in modo che si congelino le lacrime negli occhi, impedendo loro di sfogare il dolore nel pianto.
Sono qui puniti: Frate Alberigo e Branca d'Oria.

### Quarta zona - Giudecca
La quarta zona del nono cerchio è la Giudecca, dal nome di Giuda Iscariota che tradì Gesù, benefattore dell'umanità; qui infatti si trovano i traditori dei benefattori, immersi interamente nel ghiaccio, ma in varie posizioni: «Altre sono a giacere; altre stanno erte, / quella col capo e quella con le piante; / altra, com'arco, il volto a' piè rinverte»: a queste quattro posizioni sono stati attribuiti vari significati, e cioè che quelli «a giacere» abbiano tradito loro pari, quelli con la testa verso l'alto abbiano tradito loro maggiori (per esempio i signori) e quelli con i piedi verso l'alto loro minori (per esempio sudditi), mentre gli ultimi piegati in due avrebbero tradito entrambi (secondo Francesco da Buti).
Nel più profondo dell'Inferno, puniti da Lucifero stesso, il primo grande traditore, stanno i traditori delle istituzioni supreme, create secondo il volere divino per il bene dell'umanità: essi sono tre, e tre quindi le bocche di Lucifero nelle quali sono maciullati, in apparente analogia con il concetto dell'unità e della Trinità di Dio. Lucifero, principio di ogni male, ha nella bocca centrale Giuda Iscariota, il traditore di Cristo che discende da lui l'autorità spirituale, lacerato sul corpo che fuoriesce dai denti del demonio. Nelle bocche laterali, con il capo all'esterno, stanno Marco Giunio Bruto e Gaio Cassio Longino, che congiurarono contro Cesare e perciò traditori dell'autorità imperiale. "Le due massime podestà sono state entrambe preordinate da Dio come guide all'umanità per conseguire rispettivamente la felicità ultramondana e quella terrena" (N. Sapegno).